# Kotzó Jenő
Kotzó Jenő, álneve Rab Tamás (Gyarak, 1883. július 11. – Nagyvárad, 1973. december 26.) magyar újságíró, az OMP parlamenti képviselője.

## Életútja
Középiskoláit Aradon, jogi tanulmányait Nagyváradon és Kolozsvárt végezte. Mint Dutka Ákos és Emőd Tamás baráti köréhez tartozó fiatal író vett részt a Szigligeti Társaság tevékenységében. Cikkei, költeményei jelentek meg a kolozsvári Újságban (1904), a Nagyváradban (1904, 1907), az Aradi Közlönyben (1908), a Nagyváradi Naplóban (1908), az Arad és Vidékében (1910). Ügyvédi pályára lépett s Új Nagyvárad című független politikai napilapot alapított (1912–19), majd Bihar községben gazdálkodott, ahonnan Rab Tamás néven küldte cikkeit erdélyi lapoknak. A rövid életű nagyváradi Reggeli Újság című riportlap főszerkesztője. 1926–27-ben az Averescu-kormány idején az OMP Bihar megyei képviselője a bukaresti parlamentben. Jelentős szerepet vállalt Nagyvárad művelődési és társadalmi életének irányításában. Arcképét Tibor Ernő festőművész örökítette meg.